# Primeira Batalha de Dongola
A Primeira Batalha de Dongola foi uma batalha entre as forças árabe-muçulmanas do Califado Ortodoxo e as forças Núbio-Cristãs do Reino de Macúria em 642. A batalha, que resultou na vitória de Macúria, interrompeu temporariamente as incursões árabes na Núbia e deu o tom para uma atmosfera de hostilidade entre as duas culturas que resultou na Segunda Batalha de Dongola em 652.

## Antecedentes
No século VI, a área que antes estava sob o domínio do reino de Cuxe se converteu ao cristianismo. Incluindo os reinos de Alódia, Macúria e Nobácia, que ficavam na fronteira sul do Egito. Mais de um século depois, o islamismo unificou as tribos nômades árabes que formaram uma força militar e política em expansão em 632. Em 640, o líder militar e sahaba Anre ibne Alas conquistou o Egito do Império Bizantino e se tornou o primeiro governador califal do Egito. Para consolidar o controle muçulmano sobre o Egito, era inevitável assegurar as fronteiras a oeste e ao sul. Anre então enviou expedições para atacar os bizantinos do norte da África e os núbios de Macúria.

## A batalha
Em 642, Anre ibne Alas enviou um exército composto por vinte mil cavaleiros sob comando de seu seu primo Uqueba ibne Nafi contra a Macúria. Uqueba e seu exército conseguiram chegar até as portas de Dongola, a capital da Macúria. No entanto, em uma rara reviravolta, as forças árabes foram derrotadas.
Segundo o historiador Al-Baladuri, os muçulmanos descobriram que os núbios lutavam bravamente e os enfrentaram com chuvas de flechas. A maioria das forças árabes voltou com os olhos feridos e cegos. Foi assim que os núbios ganharam o apelido de "eliminadores de pupilas". Baladuri também declara, que foi para a Núbia duas vezes durante o reinado do califa Omar.
Um dia eles saíram contra nós e formaram uma linha; nós queríamos usar espadas, mas não pudemos, eles atiraram em nós e colocaram suas flechas em nossos olhos em número de cento e cinquenta. 
A vitória núbia em Dongola foi uma das poucas derrotas do Califado Ortodoxo em meados do século VII. Com a precisão mortal de seus arqueiros, e suas próprias forças de cavalaria, Macúria conseguiu sacudir a confiança de Anre a ponto que retirasse suas forças da Núbia.

## Retirada árabe da Núbia
Sob o ponto de vista dos muçulmanos da época a expedição à Núbia não foi uma derrota muçulmana e, ao mesmo tempo, reconheceu que não foi um sucesso. A expedição à Núbia, assim como a bem-sucedida expedição ao norte bizantino da África, foram realizadas por Anre ibne Alas por sua própria conta. Anre acreditou que seriam vitórias fáceis e que as informariam ao califa Omar após obter as conquistas.Jay Spaulding
Estas fontes deixaram claro que não ocorreram batalhas campais na Núbia. No entanto, mencionam um encontro entre Uqueba ibne Nafi e suas forças com uma concentração de núbios que prontamente lhes deram batalha antes que os muçulmanos pudessem reagir. Neste engajamento alegam que 150 muçulmanos perderam um olho.
Eles dão mais crédito às táticas de guerrilha núbia do que a uma única batalha decisiva. Afirmam que os núbios visualizavam seus adversários muçulmanos de longe, e atacavam com suas flechas. Essa afirmação, junto com a alegação de que os cavaleiros núbios eram superiores à cavalaria muçulmana em táticas de carga e fuga, foi usada para sustentar sua posição de que os núbios os estavam vencendo em escaramuças e não em batalhas.
Independentemente da situação, Uqueba ibne Nafi foi incapaz de obter sucesso em sua expedição e escreveu de volta à seu primo que não poderia ganhar contra tais táticas e que a Núbia era uma terra muito pobre, sem nenhum tesouro pelo qual valha a pena lutar. Uqueba pode não ter exagerado, já que a Núbia está cercada por desertos impiedosos. Ao receber esta notícia, Anre ordenou que seu primo se retirasse, o que ele fez. 

## Consequências
Al-Baladuri declara que Anre decidiu retirar suas forças por duas razões principais: que havia pouco tesouro a ser obtido e que as forças armadas núbias provaram ser consideráveis. Assim, pensou-se melhor em fazer a paz. Contudo; ele não estava disposto a parar de fazer campanhas em outros lugares, e a paz entre o Egito muçulmano e a Macúria cristã só se materializou realmente na sucessão de Abedalá ibne Sade em 645. Esta paz duraria até a Segunda Batalha de Dongola, cujo resultado se tornou um dos mais longos tratados de paz da história registrada.